# Bundera maculata
Bundera maculata är en insektsart som beskrevs av Kuoh 1987. Bundera maculata ingår i släktet Bundera och familjen dvärgstritar. Inga underarter finns listade i Catalogue of Life.